# Български земеделски народен съюз – Никола Петков
Вижте пояснителната страница за други значения на БЗНС.
Българският земеделски народен съюз – Никола Петков (БЗНС – Никола Петков) е земеделска политическа партия в България през 40-те години на XX век. Прераства в основната опозиционна сила на комунистите в страната.

## История
След Деветосептемврийския преврат през 1944 година са легализирани партиите от взелия властта Отечествен фронт, включително и БЗНС – Пладне, който заема основното име на организацията – Български земеделски народен съюз (БЗНС). През следващите месеци нараства напрежението между БЗНС – Пладне и Българската работническа партия, с която са в коалиция.
На 8 – 9 май 1945 година прокомунистически дейци на БЗНС, начело с Георги Трайков, провеждат конференция на организацията. Макар дотогавашния водач на съюза Никола Петков да е преизбран за главен секретар, той не участва в конференцията и отказва да признае легитимността ѝ.:с. 686 През следващите месеци разцеплението в организацията се задълбочава. Четиримата министри на БЗНС напускат правителството и са заменени от представители на прокомунистическото крило. През следващите години то става известно като казионен БЗНС за разлика от основната част на съюза, която започва да бъде наричана БЗНС – Никола Петков.
На 10 ноември 1945 година към БЗНС – Никола Петков се присъединява БЗНС „Врабча 1“, последван от по-малки земеделски и други организации и съюзът се превръща в основната опозиционна сила в страната. Участва на парламентарните избори през 1946 г. заедно с Обединена работническа социалдемократическа партия и получава 1 191 455 гласа, което са 101 места. След сключването на Парижкия мирен договор през 1947 година, комунистите ликвидират легалната опозиция, БЗНС – Никола Петков е закрит, а лидерът му Никола Петков е обесен след показен процес. По данни на Държавна сигурност по това време организацията има 79 433 членове.
През 1989 година организацията е възстановена като Български земеделски народен съюз „Никола Петков“ и съществува до 1992 година.

## Участия в избори

### Парламентарни
| година | избори                  | гласове   | %    | резултат  |
| ------ | ----------------------- | --------- | ---- | --------- |
| 1946   | Велико Народно събрание | 1 191 455 | 28,3 | 101 / 465 |